# Коробка передач

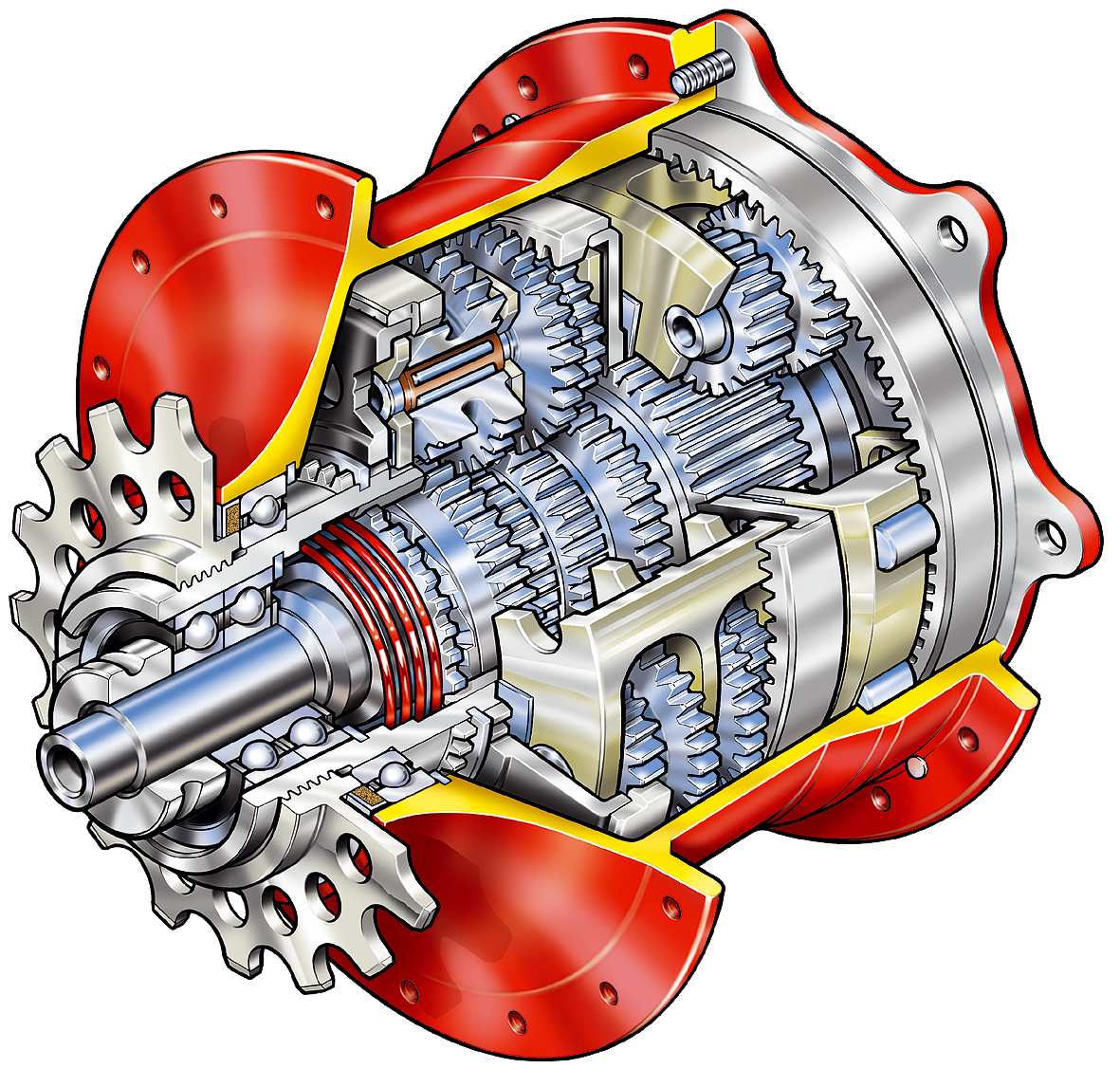
Схема планетарної коробки передач марки Rohloff Speedhub 500/14 для велосипедів, з 14 швидкостями і передавальним відношенням від 0,279 до 1,467 (діапазон регулювання 5,26).

Коробка передач також: коробка перемикання передач, КП, КПП (англ. gear box) — агрегат (як правило — шестерні) різних промислових механізмів, як, наприклад, верстатів і трансмісій. Іноді коробку передач називають трансмісією: трапляється, що трансмісія складається тільки з коробки передач, але в загальному випадку коробка передач — лише її частина.

## Загальні відомості

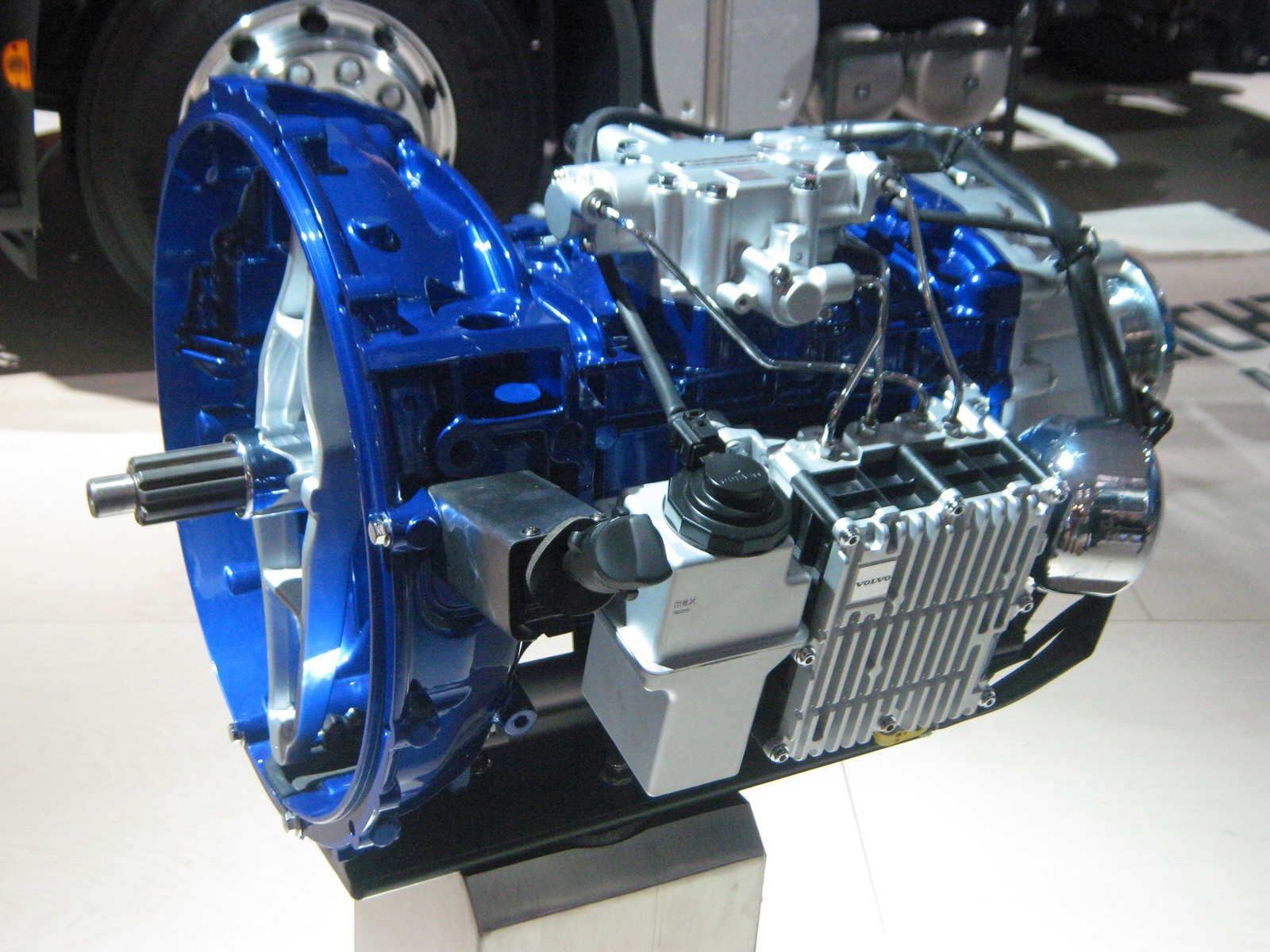
Роботизована коробка передач з гідравлічним приводом перемикання передач (2010)

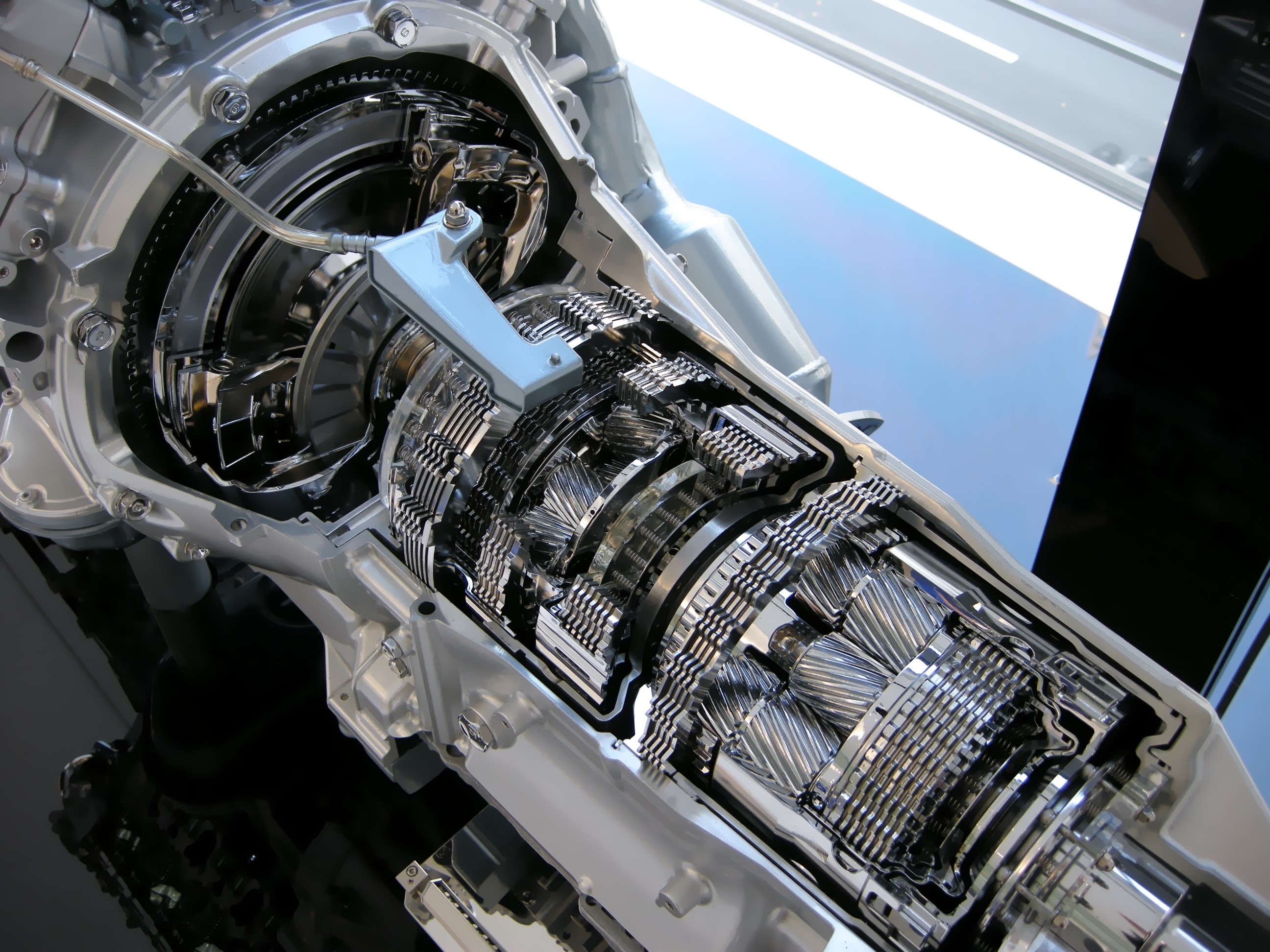
Розріз гідротрансформаторної восьмиступеневої АКПП автомобіля Lexus

КП транспортних засобів призначена для зміни частоти обертів й обертового моменту в ширших межах, ніж може забезпечити двигун транспортного засобу; як правило, це стосується двигунів внутрішнього згоряння (ДВЗ), що мають недостатню здатність до адаптації. Транспортні засоби з паровими або електричними (трамвай, тролейбус) двигунами зазвичай не комплектуються КП, оскільки останні мають високу адаптивність. Також завдяки КП транспортний засіб може рухатися заднім ходом, а двигун може працювати тоді, коли транспортний засіб (ТЗ) не рухається.
У металорізальних та інших верстатах КП застосовують передусім для забезпечення оптимальних режимів різання — частот обертання (швидкостей переміщення) різального інструмента або оброблюваної деталі (наприклад, частота обертання шпинделя токарного або свердлильного верстатів).

## Призначення
Двигун внутрішнього згоряння, який використовують на більшості автомобілів, може працювати лише в доволі вузькому діапазоні обертів, що дорівнює, наприклад, 500—2100 хв-1 для дизеля ЯМЗ-236 вантажівок МАЗ-500, Урал-4320[2], 800 -8000 хв-1 для бензинового двигуна легкового автомобіля. Тим часом діапазону швидкостей, що розвиваються автомобілем під час експлуатації, зазвичай відповідає частота обертання коліс приблизно від 50 до 2500 об/хв (за повністю увімкненого зчеплення, без урахування його короткочасного пробуксовування, яке дає змогу автомобілю рушати з місця, коли швидкість обертання ведучих коліс «відстає» від величини, заданої швидкістю обертання колінчастого вала двигуна). Наприклад, у автомобіля ВАЗ-2106 робочий діапазон обертів двигуна — приблизно 850 — 6000 об/хв, а діапазон частоти обертання коліс — від 60 об/хв (за швидкості 7 км/год, відповідної руху на першій передачі на холостому ходу) до 1460 об/хв (за максимальної швидкості в 154 км/год; розрахунок зроблено для радіусу кочення колеса, що дорівнює 28 см) — діапазон дорівнює 1460/60=24,(3). Крім того, за невисоких обертів потужність, що розвивається двигуном, мала, а максимальне її значення досягається лише за обертів, дещо нижчих за максимальні, — так званих обертів найбільшої потужності. Величина крутного моменту, що розвивається двигуном, змінюється меншою мірою, але теж має максимум, що досягається за обертів максимального крутного моменту, зазвичай приблизно посередині робочого діапазону. Таким чином, ці два діапазони принципово несумісні один з одним, тобто, неможливо підібрати якесь одне передавальне число, за якого забезпечуватиметься необхідний діапазон швидкостей обертання коліс, і водночас — повною мірою використовуватиметься робочий діапазон обертів двигуна.
Для рушання з місця і розгону автомобіля необхідно затратити велику роботу у фізичному сенсі, отже — на його колеса потрібно подати значну потужність, яку можна отримати лише за досить високих обертів двигуна. Тим часом, швидкість руху автомобіля під час рушання з місця невисока. Те ж саме — під час руху бездоріжжям, коли високі значення потужності та крутного моменту затребувані за невисокої швидкості руху автомобіля.
Звідси випливає необхідність у трансмісії зі змінним передавальним числом, що дає змогу використовувати різні співвідношення між швидкостями обертання колінчастого вала двигуна і ведучих коліс. Найбільш технічно простим способом забезпечення змінного передавального числа трансмісії і є використання ступінчастої механічної коробки передач — шестеренчастого редуктора, в якому передавальне число змінюється завдяки вибору однієї з декількох пар шестерень, що передають крутний момент, з різним передавальним відношенням. Відношення між найбільшим і найменшим передавальними числами трансмісії загалом називається її силовим діапазоном d або діапазоном регулювання. На легкових автомобілях загального призначення силовий діапазон трансмісії зазвичай не перевищує 5…6, у позашляховиків може досягати 8…9 і більше. Ширший силовий діапазон дає змогу для кожного режиму роботи двигуна підібрати найбільш економічний та ефективний режим роботи трансмісії.
Нижчі передачі (їх зазвичай одна — дві), задіяні під час вибору яких пари шестерень мають найбільші передавальні числа (на легкових автомобілях загального призначення зазвичай від 5:1 до 3,5:1), використовують для рушання з місця та динамічного розгону, а також постійного руху з невисокою швидкістю та по бездоріжжю. Навіть за великих обертів двигуна на нижчих передачах автомобіль їхатиме порівняно повільно, але водночас повною мірою використовують його потужність і крутильний момент, що створює надлишкову тягову силу на колесах, яка розганяє автомобіль (різниця між повною величиною тягової сили і силою опору руху).
Однак перевищення певного критичного значення надлишкової тягової сили (його величина залежить від маси, що припадає на провідну вісь, і коефіцієнта зчеплення між шиною та дорогою) призводить до пробуксовування ведучих коліс. Деякі автомобілі у звичайних дорожніх умовах навіть не можуть нормально рушити з місця на першій передачі через пробуксовку — зазвичай це вантажівки або позашляховики з дуже високими значеннями передавальних чисел нижчих передач, призначених для рушання з місця у навантаженому стані або в умовах бездоріжжя (на ґрунтах з високим опором), а також великими загальними передавальними числами трансмісії загалом (Урал-375: передавальне число I передачі — 6,17; загальне передавальне число трансмісії на I передачі КПП за увімкненої нижчої передачі в роздавальній коробці — 118).
Тому передавальні числа нижчих передач добирають таким чином, щоб, з одного боку, забезпечити під час рушання з місця подолання максимальної величини опору коченню коліс, можливого за припустимих для проєктованого автомобіля умов експлуатації (для легкового автомобіля — в умовах ґрунтової дороги з підвищеним опором, для позашляховика — на слабконесучих ґрунтах із високим коефіцієнтом опору коченню, тощо), а також стійкий рух із мінімальною швидкістю, а з іншого — за нормальних умов не допустити
Після рушання і початкового розгону на нижчих передачах доцільно перейти на вищу передачу — одну з проміжних, що мають передавальні відношення зазвичай у межах 2,5:1…1,5:1 (для легкових автомобілів загального призначення). Максимальні швидкості, що розвиваються на проміжних передачах, вищі, ніж на нижчих, крім того, знижується шум завдяки меншим обертам двигуна за тієї самої швидкості руху, проте прийомистість на них гірша.
Кількість проміжних передач і співвідношення між передавальними числами сусідніх передач характеризуються величиною щільності ряду передач — що вона вища, то менше падіння обертів двигуна під час перемикання між сусідніми передачами, то плавніший відбувається розгін автомобіля, полегшується робота синхронізаторів. Однак при цьому зростає навантаження на водія — найменша зміна умов руху починає вимагати зміни передачі, передачі стають дуже «короткими», а водіння — виснажливим.
Вищі передачі, відповідні яким пари шестерень мають найменші передавальні числа (близько 1:1 або навіть менше) — використовують для руху з постійною високою швидкістю. Двигун при цьому працює здебільшого з оборотами, вищими за середні, аж до максимальних, що відповідає його максимальній потужності, яка якраз і необхідна для розвитку максимальної швидкості.
На вищій IV передачі з передавальним відношенням 1:1 (прямій, за якої колінчастий вал двигуна безпосередньо з'єднується через первинний вал із вторинним валом коробки передач і приєднаним до нього карданним валом) загальне передавальне число трансмісії визначатиметься передавальним відношенням редуктора головної передачі — у цьому разі 4,1:1. Таким чином, на IV передачі цей автомобіль може рухатися в діапазоні швидкостей приблизно від 22 км/год (за мінімальних 850 об/хв) до 154 км/год (за максимальних обертів), а реально — і в ще вужчому, адже за оборотів, близьких до мінімальних, потужності двигуна може бракувати навіть для рівномірного руху, і двигун глухнутиме.
На вищій передачі автомобіль не може рушати з місця і рухатися на низькій швидкості, зате може пересуватися на швидкості аж до максимальної за обертів двигуна, які перебувають у прийнятних рамках. Звичайна для міжміської траси швидкість 90-110 км/год розвивається ВАЗ-2106 на IV передачі в діапазоні 3500-4000 об/хв, що відповідає обертам максимального крутильного моменту двигуна і, по-перше, сприяє економії пального, оскільки саме такий режим роботи двигуна є оптимальним з погляду економічності, а по-друге, забезпечує автомобілю запас потужності на випадок обгону. За необхідності ж інтенсивнішого прискорення водій може перейти на проміжну III передачу, максимальна швидкість на якій становить приблизно 120 км/год.
Навпаки, на найнижчій I передачі з передавальним відношенням 3,24:1 загальне передавальне число трансмісії становить уже 13,284:1, а діапазон швидкостей — від 7 до 48 км/год. На цій передачі машина може рушати з місця, маневрувати на парковці, рухатися у важких дорожніх умовах, за невисокої швидкості використовуючи максимальні значення потужності та крутильного моменту двигуна, але її максимальна швидкість обмежена.
Силовий діапазон трансмісії ВАЗ-2106, таким чином, дорівнює 3,24 (для пізнього варіанту з 5-ступінчастою КП і головною парою 3,9:1 — 4,58).
Для перемикання між ступенями коробки передач використовують зчеплення — фрикційна муфта з керуванням від педалі (зазвичай), що забезпечує повне роз'єднання коробки передач із двигуном, що припиняє передачу через неї крутильного моменту і дає змогу водієві з прийнятними витратами сил зрушити з місця шестерні або муфти перемикання передач, тим самим змінюючи передавальне число трансмісії, а також — плавне, безударне приєднання коробки передач до двигуна, що також дає змогу плавно рушати з місця — швидкість первинного вала КПП.
Швидкість автомобіля під час руху на передачі із заданим передавальним числом і визначається за формулою:

## Класифікація
Коробки передач класифікуються за такими ознаками:

### За способом передачі потужності
- Механічні — коробки передач, в яких застосовуються механічні передачі, як правило — зубчасті.
  - Прості — створюються з використанням циліндричних та конічних зубчастих передач.
  - Планетарні (ПКП) — створюються з використанням планетарних рядів.
- Гідромеханічні — коробки передач, в яких механічні передачі використовують у поєднанні з гідравлічною передачею (гідромуфта, гідротрансформатор).

### Класифікація простих КП
За кількістю основних валів з шестернями:
- двовальні (КП БМП-1)
- тривальні
  - співвісні
  - звичайні
  - компактної структури
  - з послідовним редукуванням (КП танка ІС-3)
- безвальні КП
  - співвісні безвальні КП (німецький танк Pz.III)
  - неспіввісні безвальні КП (німецький танк Pz.VI «Тигр»)

За кількістю ходів (рухомих шестерень-кареток або муфт): три-, чотири- і п'ятиходові.
За способом перемикання ступенів:
- з рухомими шестернями-каретками
- з постійним зчепленням шестерень і перемиканням за допомогою зубчастих муфт
  - без синхронізаторів
  - з синхронізаторами
- з фрикційним вмиканням ступенів

### Класифікація планетарних КП
За кількістю ступенів свободи, за умови, що всі фрикційні прилади не працюють:
- з двома ступенями свободи
- з трьома ступенями свободи
- з чотирма і більше ступенями свободи

За типом планетарних рядів: КП з епіциклічними та з приєднаними планетарними рядами зовнішнього або внутрішнього зчеплення.

### За способом управління
- З ручним вмиканням передач — передачу вмикає водій (оператор) і поділяються на пристрої:
  - безпосередньої дії — використовує лише зусилля оператора. Бувають механічні та гідравлічні.
  - на базі сервоприводів — використовують зусилля оператора і сервоприводу, при цьому останній виконує більшу частину роботи, а зусилля оператора потрібне для управління його роботою. Залежно від джерела (трансформатора) енергії сервоприводи поділяються на гідравлічні, механічні, електричні, вакуумні, змішані та ін. В автомобіле- і танкобудуванні найпоширеніші гідросервоприводи.
- Автоматизовані (роботизовані) — механічна коробка передач, у якій є автоматизованими функції вимикання/вмикання муфти зчеплення та перемикання передач. Сучасні «коробки-роботи» оснащуються подвійним зчепленням, яке забезпечує передавання крутного моменту практично без розриву потоку потужності.
- Автоматичні — залежно від зовнішніх умов (приміром, частота обертання і навантаження на колінчастому валі двигуна) передавальне число формується сумісною роботою гідротрансформатора (заміняє муфту зчеплення і забезпечує безступеневе регулювання крутного моменту) та механічної коробки передач (зазвичай планетарний редуктор) з автоматичним перемиканням.

### За кількістю передач
Наприклад, масові серійні легкові автомобілі обладнані 4-ступеневими (старіші моделі — приблизно до середини 1980-х років випуску), 5- та 6-ступеневими коробками передач.
Існують передачі переднього і заднього ходу.
Наприклад на самоскидах КамАЗ при переході з підвищеної швидкості на меншу куліса не використовується. Така особливість вантажних авто з європейськими стандартами Euro 2, 3 і 4 має на увазі застосування спеціального перемикача і педалі зчеплення. Перемикання проводиться в автоматичному режимі.